# بين ريتش
بين ريتش (بالإنجليزية: Ben Rich)‏ هو مهندس فضاء جوي أمريكي، ولد في 18 يونيو 1925 في مانيلا في الفلبين، وتوفي في 5 يناير 1995 في فينتورا في الولايات المتحدة.

## وصلات خارجية
- بين ريتش على موقع الموسوعة البريطانية (الإنجليزية)